# Валуевский лесопарк
Валуевский лесопарк — лесной массив в Новомосковском административном округе Москвы. Основан в 1935 году как часть Лесопаркового защитного пояса Москвы. C 22 августа 2012 года переведён из лесного фонда в зелёный фонд города Москвы в статусе особо охраняемая зелёная территория.

## География

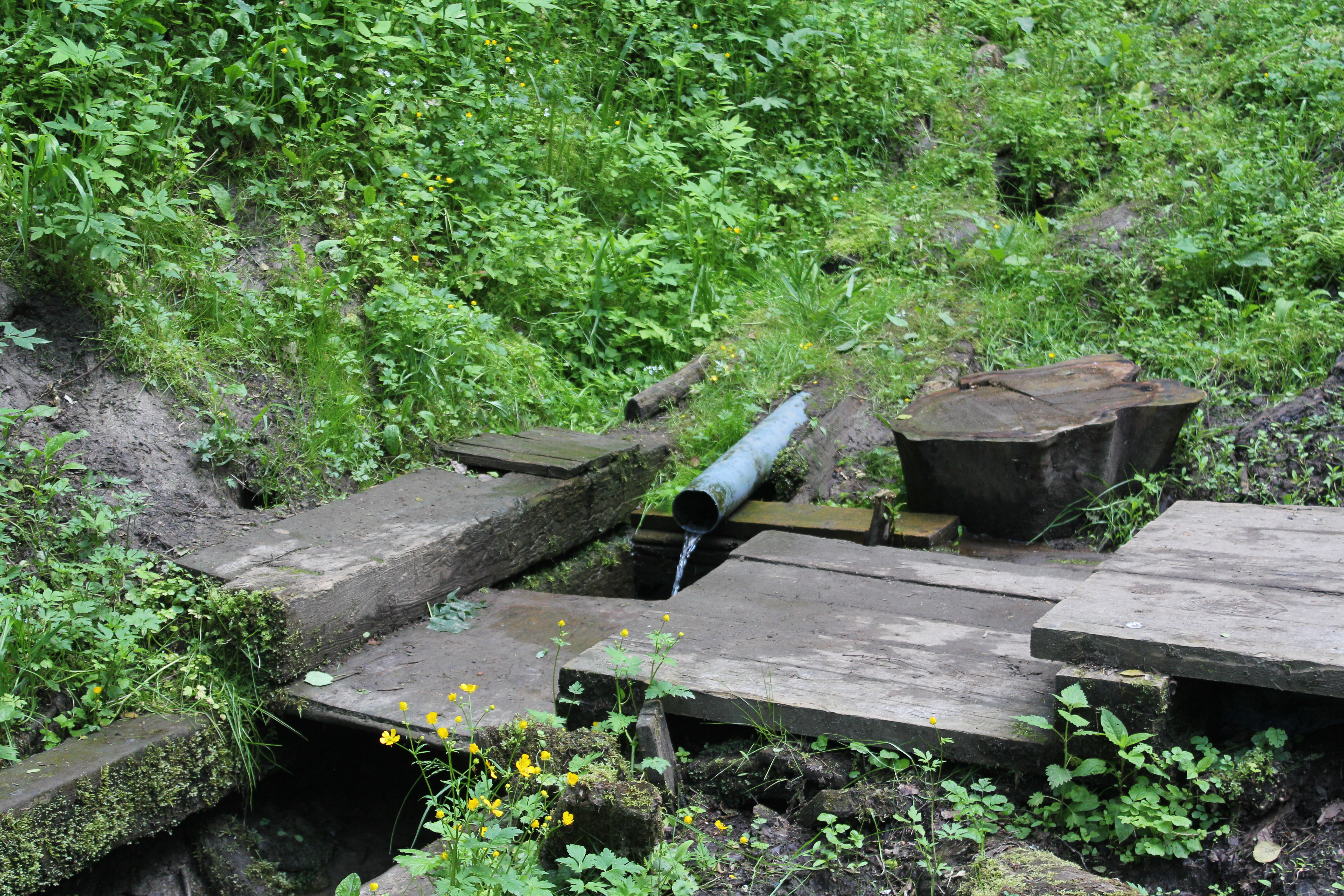
Шаляпинский родник на территории лесопарка недалеко от деревни Мешково

Лесопарк расположен на Теплостанской возвышенности к юго-западу от МКАД между Киевским и Калужским шоссе, в окрестностях посёлка Валуево и деревень Верхнее Валуево и Нижнее Валуево, к югу от Ульяновского лесопарка.
По территории лесопарка протекают река Ликова и множество ручьёв (в том числе Марьинский, Передельцевский и Мешковский), на юге по опушке проходит река Сосенка. Для долин характерны большие перепады высот и развитая система балок.

## Флора

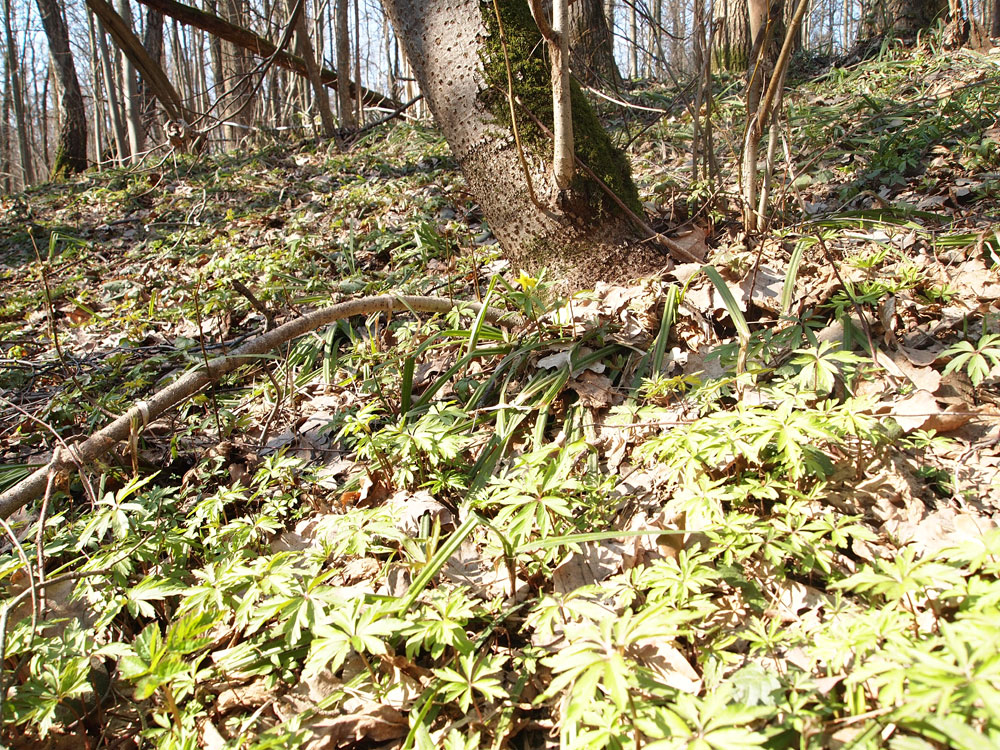
Ковёр ветреницы лютичной на берегу Мешковского ручья

Лесопарк расположен в зоне елово-широколиственных лесов без болот на водоразделах. Часть лесопарка примыкает к высоким склонам долины Ликовы. Если сравнивать с соседним Ульяновским лесопарком, то тут больше широколиственных лесов и ельников. Лесопарк можно условно поделить на две части: северную и южную, разделённые Ликовой и усадьбой Валуево.
Особо следует отметить большой чистый липняк к западу и к югу от Мешково, через который протекает Марьинский ручей с цепочкой заболоченных полян. Вдоль Мешковского ручья протянулась пойменная дубрава (редкий вид дубрав), вдоль Передельцевского — сероольшаник. На левом берегу Ликовы встречаются участки с клёном в первом ярусе. Южная часть лесопарка в окрестностях деревень Пушкино и Ракитки преимущественно еловая, хотя раньше здесь были и светлые дубравы, о чём свидетельствуют часто встречающиеся сухостойные дубы.
Редкие растения Валуевского лесопарка:
- Борец северный
- Лук медвежий
- Горец змеиный
- Хохлатка плотная
- Волчеягодник обыкновенный
- Кольник колосистый
- Купена многоцветковая
- Дуб красный
- Подлесник европейский

## Фауна
На территории лесопарка встречаются следующие редкие виды:
- средний пёстрый дятел (Красная книга Российской Федерации)
- белоспинный дятел (Красная книга Московской области)
- трёхпалый дятел (Красная книга Московской области)
- летяга (Красная книга Московской области)
- орешниковая соня (Красная книга Московской области)
- уж обыкновенный (Красная книга Московской области)
- луговой лунь (Красная книга Московской области)
- ястреб-тетеревятник (Красная книга Москвы)
- канюк (Красная книга Москвы)
- воробьиный сыч (Приложение 1 к Красной книге Московской области)
- дубонос (Приложение 1 к Красной книге Московской области)

В лесопарке водятся кабаны, лисы, зайцы-беляки, лесные куницы, белки. Раньше здесь обитали лоси и барсуки.

## Охрана природы

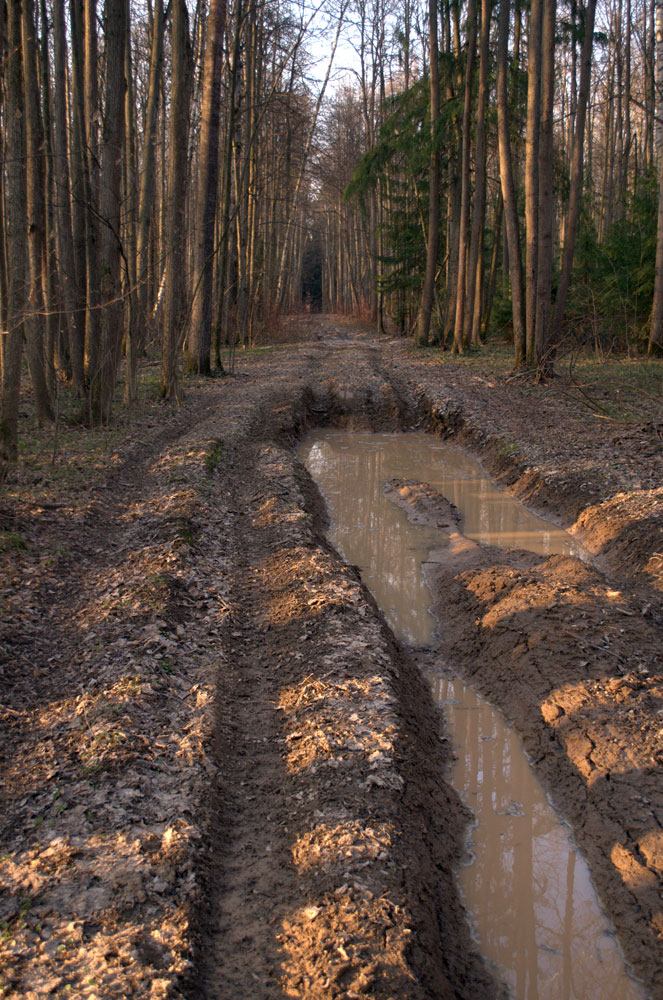
Колеи от квадроциклов в Валуевском лесопарке

В 1999 году правительством Московской области планировались к созданию природные заказники «Ликова» и «Сосенка». На территории Валуевского лесопарка выделялись следующие ценные объекты:
- Мешковский овраг, верховые и средняя часть в кварталах 4 и 6
- Ценопопуляция ириса водяного на низинном болоте, кварталы 5 и 6
- Многочисленные овраги с родниками в квартале 15
- Малонарушенные широколиственные леса в кварталах 14 и 19
- Долина Марьинского ручья в кварталах 18 и 24
- Кварталы 20, 21, 25, 26, 28, 29, 30, 31

До присоединения к Москве на территории лесопарка действовали Красная книга Московской области и Красная книга Российской Федерации. После присоединения с июля 2012 года вступила в силу Красная книга Москвы. С февраля 2013 года до осуществления ревизии присоединённых территорий снова действуют Красная книга Московской области и Красная книга Российской Федерации:
Постановление Правительства Москвы от 19.02.2013 ПП-79:
Установить, что на территории, присоединенной к городу Москве, осуществляется охрана объектов животного и растительного мира, которые подлежали охране на соответствующей территории до 30 июня 2012 г.

## Рекреация
На участках, примыкающих к городу Московский, разработаны природопознавательные маршруты, проводятся экскурсии. По склонам 7 квартала традиционно прокладываются лыжни.

## Администрация
До 22 августа 2012 года администрация лесопарка располагалась в деревне Мешково.